# 枚方市立第三中学校
枚方市立第三中学校（ひらかたしりつ だいさんちゅうがっこう）は、大阪府枚方市養父東町にある公立中学校。略称「三中」。

## 沿革
- 1960年4月 - 枚方市立第一中学校より分離開校。（市内初の鉄筋校舎）
- 1963年12月 - 体育館兼講堂竣工。
- 1966年8月 - プール竣工。
- 1973年4月 - 枚方市立招提中学校を分離。
- 1974年4月 - 枚方市立楠葉中学校を分離。
- 1978年4月 - 枚方市立楠葉西中学校を分離。
- 1983年3月 - 技術棟竣工。
- 1983年4月 - 枚方市立渚西中学校を分離。
- 1985年4月 - 枚方市立招提北中学校を分離。
- 1989年2月 - 体育館新築工事完成。
- 1993年2月 - コンピュータ教室竣工。
- 1999年3月 - 心の教室新設工事竣工。
- 2008年5月 - 教室棟空調設備完成。
- 2010年1月 - 仮設校舎へ移転及び旧校舎・管理棟・新館・新新館の解体
- 2011年8月 - 新校舎・武道場竣工[1]。

### 不祥事
熱中症で9人搬送
2018年7月18日、2018年最高の38度を記録する猛暑日の中、校庭でリレーを実施したところ、9人の生徒が熱中症の症状を訴え、病院に搬送された。

## 通学区域
- 枚方市立殿山第二小学校の通学区域全域。
- 枚方市立牧野小学校の通学区域全域。
- 枚方市立平野小学校の通学区域の一部（2008年度入学生まで）。[3]

## 著名な出身者
- 松浦雅也
- 苑田右二

## 交通
- 京阪本線 牧野駅下車 北東へ約1.5km。
- 京阪バス 「三中前」バス停下車。